# Richard Kostelanetz
Richard Kostelanetz (* 14. Mai 1940 in New York City) ist ein US-amerikanischer Autor und Medienkünstler.

## Leben und Werk
Richard Kostelanetz kam als Sohn von Boris Kostelanetz (1911–2006) und Ethel Cory (1912–2003) zur Welt. Er ist der Neffe des Dirigenten Andre Kostelanetz (1901–1980).
Kostelanetz erlangte 1960 den Bachelor an der Brown University, 1966 den Master für Geistesgeschichte/Kulturgeschichte an der Columbia University und besuchte anschließend das King’s College London. Er arbeitete seither nicht nur als Kritiker, sondern auch als Medienkünstler, Autor, Herausgeber, Verleger, Hörbuchautor, Komponist, Filmemacher und als Holografie-Künstler. Richard Kostelanetz war Gründungsmitglied der Assembling Press (1970), gründete Future Press (1970) und Archae Editions (1978), die auf nicht-kommerzielle Publikationen ausgerichtet sind. Als Gastprofessor ist er international tätig.
1987 nahm er an der documenta 8 in Kassel teil. Das Video Metropolis New York City (60 min.) wurde in der Abteilung Welt aus Klängen und Geräuschen gezeigt.
In dem Video John Cage: Man and Myth (Dokumentation 60 min, 1990) spielt Richard Kostelanetz sich selbst.

## Auszeichnungen (Auswahl)
- 1965 Pulitzer Arts Foundation
- 1967 Guggenheim-Stipendium
- 1976, 1978, 1979, 1981, 1982, 1983, 1985, 1986, 1990, 1991 National Endowment for the Arts
- 1980 Vogelstein Foundation
- 1981–1983 Berliner Künstlerprogramm des DAAD
- 1981 Fund for Investigative Journalism
- Seit 1983 American Society of Composers, Authors and Publishers
- 1984 American Public Radio Program Fund
- 2001 Pollock-Krasner Foundation

## Schriften
- A Dictionary of the Avant-Gardes. 2. Auflage. Routledge Chapman & Hall, New York, London 2001, ISBN 0-415-93764-7. Dritte Auflage 2019, ISBN 978-1-138-57730-5, auch als E-Book.